# Суходіл (Алчевський район)
Суходіл — село в Україні, у Зимогір'ївській міській громаді Алчевського району Луганської області. Населення становить 198 осіб. До 2020 орган місцевого самоврядування — Родаківська селищна рада.
Знаходиться на тимчасово окупованій території України. 
Відповідно до Розпорядження Кабінету Міністрів України від 12 червня 2020 року № 717-р «Про визначення адміністративних центрів та затвердження територій територіальних громад Луганської області» увійшло до складу Зимогір'ївської міської громади.

## Населення

### Мова
Розподіл населення за рідною мовою за даними перепису 2001 року:
| Мова       | Кількість | Відсоток |
| ---------- | --------- | -------- |
| українська | 100       | 50.51%   |
| російська  | 97        | 48.99%   |
| білоруська | 1         | 0.50%    |
| Усього     | 198       | 100%     |

## Географія
Село Суходіл розташоване на лівому березі річки Лугань. Сусідні населені пункти: село Новодачне і місто Зимогір'я (вище за течією Лугані) на заході, Степове на північному заході, Довге на півночі; Новоселівка на сході, Говоруха і Замостя на південному заході (всі три нижче за течією Лугані), Красний Луч (на правому березі Лугані) і селище Родакове на півдні.